# Wilson Phillips
Wilson Phillips est un groupe de pop américain, originaire de Los Angeles et composé de Carnie Wilson, Wendy Wilson et Chynna Phillips.
En 1990, l'album éponyme s'est vendu à plus de 10 millions d'exemplaires à travers le monde et dont trois singles numéro un sur le Billboard Hot 100, ce qui les rend meilleur vendeur parmi les groupes féminins de l'époque. En 1990, le groupe a remporté le Billboard Music Awards pour la chanson de l'année avec Hold On, en plus d'avoir été proposé pour quatre Grammy Awards et deux American Music Awards.

## Biographie
Les sœurs Wilson et Phillips ont grandi ensemble dans le sud de la Californie dans les années 1970 et 1980. Les trois ont partagé leur amour de la musique et la chanson, et ont développé leur propre style d'harmonies vocales. En 1989, le trio a signé avec la maison de disque SBK Records.
Le groupe est également connu pour être les filles de musiciens de premier plan ; les Wilson sont les filles de Brian Wilson des Beach Boys, tandis que les parents Phillips sont John Phillips et Michelle Phillips de The Mamas & the Papas.
En 2011, elles font une apparition dans la scène de mariage du film Mes meilleures amies.